# خلل الأطراف
خلل الأطراف أو خلل الطرف (بالإنجليزية: Dysmelia)، هو عيب خلقي في أحد الأطراف نتيجة اضطراب التطور الجنيني.

## أنواعه
خلل الطرف يمكن أن يشير إلى:

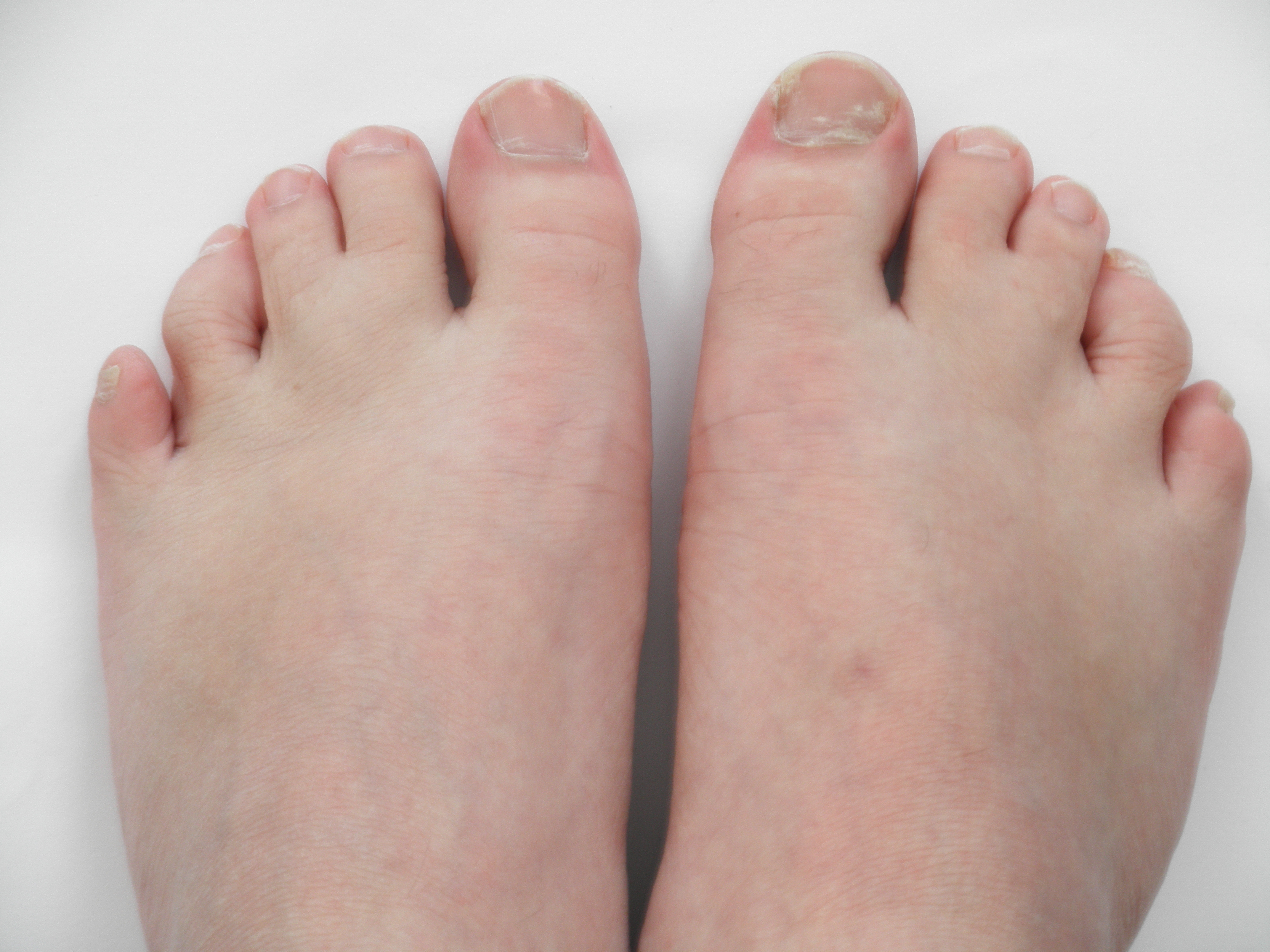
ارتفاق أصابع القدم الثانية والثالثة

- فقد (عدم تنسج) الأطراف : أنعدام الأطراف، قلة الأصابع والبتر الخلقي مثل حالات عدم تنسج الظنبوب أو عدم تنسج الكعبري.
- تشوه الأطراف: قُصر (صغر الأطراف، قصر جذر الطرف أو قصر أوسط الطرف)، انعدام الأصابع، تفقم الأطراف، نقاص طرفي، ارتفاق الأصابع، قصر الأصابع، قدم النادي.
- تعدد الأطراف: كثرة الأطراف، كثرة الأصابع، تعدد الأصابع المرتفقة.
- آخرى: فقدان الأطراف الأربعة، انعدام نصف الطرف، قصر والتصاق الأصابع.

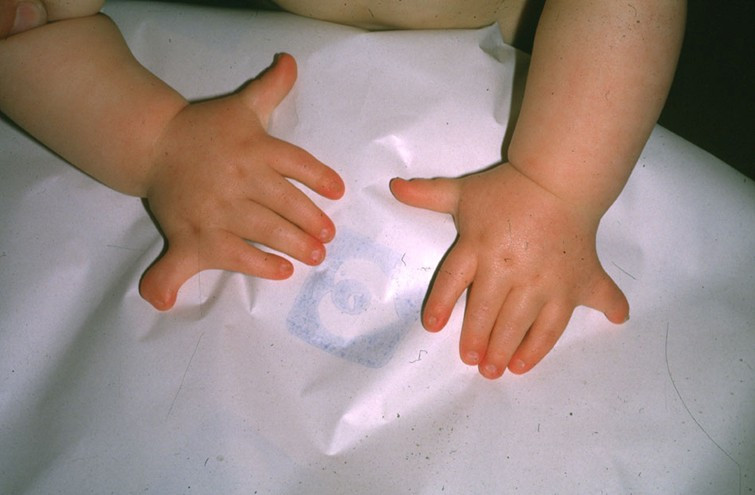
متعدد الأصابع ثنائي الطرف بأصابع قصيرة لمريض متلازمة إيليس فان كريفيلد

## معدل الحدوث
تحدث العيوب الخلقية التي تشمل خلل الأطراف في 1 لكل 1000 ولادة.

## الأسباب
خلل الأطراف يمكن أن يكون بسبب:
- وراثة الجينات الغير طبيعية، مثل كثرة الأصابع، انعدام الأصابع أو قصر الأصابع، وأعراض تشوه الأطراف غالباً ما تحدث مع أعراض أخرى (متلازمات)
- أسباب خارجية أثناء الحمل (أي غير موروثة)، على سبيل المثال: متلازمة الشريط السلوي.
- الأدوية المسخية (مثل الثاليدومايد، الذي يسبب تفقم الأطراف) أو المواد الكيميائية البيئية.
- الإشعاعات المؤينة (الأسلحة النووية، اليود المشع، العلاج الإشعاعي)
- العدوى.
- الخلل الأيضي.

## متلازمات مع خلل الأطراف
- متلازمة آدامز أوليفر
- متلازمة الشريط السلوي
- متلازمة أبير
- متلازمة إدوارد
- متلازمة إيليس-فان كريفيلد
- ارتفاق الأصابع
- متلازمة جيوبرت
- متلازمة ماكوسيك كوفمان
- متلازمة حورية البحر
- متلازمة ماير
- متلازمة باتو
- متلازمة فايفر
- متلازمة بولاند
- عدم التنسج الكعبري
- متلازمة روبرتس
- متلازمة روبينشتاين - تايبي
- متلازمة سيلفر-روسل
- متلازمة تار
- فقدان الأطراف الأربعة
- متلازمة فاكترل

## روابط خارجية
- DysNet: منظمة للأشخاص المصابين بخلل الحركة (فرق الأطراف الخلقية)[وصلة مكسورة]
- الوصول: جمعية الأطفال المصابين بنقص الأطراف العليا)